# Antonius Corvinus

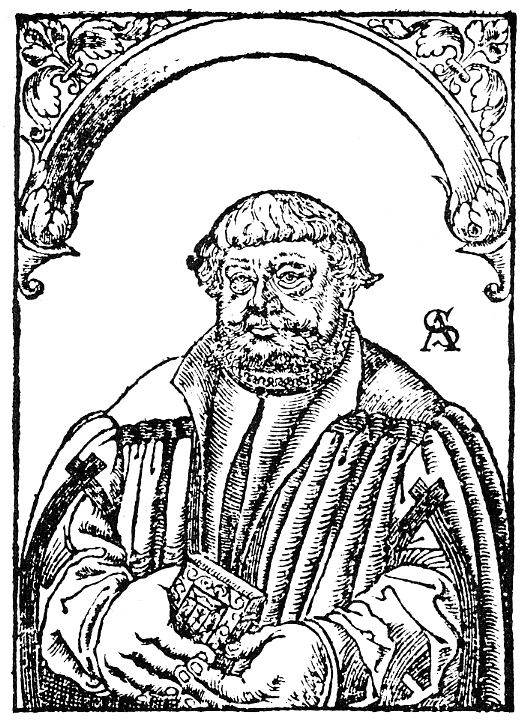
Anton Corvinus.

Antonius Corvinus (latinisering av Rabe, "Korp") född 1501, död 1553, var en tysk teolog.
Corvinus har kallats "Niedersachsens reformator". Han deltog i flera av de så kallade religionssamtalen, utgav ett par kyrkoordningar och verkade i stort för den lutherska kyrkans utveckling och befästande.